# Изола Сант'Антонио
Ѝзола Сант'Анто̀нио (на италиански: Isola Sant'Antonio; на пиемонтски: Isola Sant'Antoni, Изола Сант'Антони) е село и община в Северна Италия, провинция Алесандрия, регион Пиемонт. Разположено е на 76 m надморска височина. Населението на общината е 746 души (към 2011 г.).